# Csingtao–Tajjüan nagysebességű vasútvonal
A Csingtao–Tajjüan nagysebességű vasútvonal (egyszerűsített kínai írással: 青太高速铁路; tradicionális kínai írással: 青太高速鐵路; pinjin: Qīngtài Gāosù Tiělù) egyike Kína nyolc nagysebességű vasútvonalának. A vonal 873 km hosszú, kétvágányú, 25 kV 50 Hz-cel villamosított, normál nyomtávolságú, és négy részből áll. Több részletben adták át, a teljes vonal 2018-ban készült el.

## Részei
| Vonal                                                                  | Tulajdonságok                                                             | Maximális sebesség (km/h) | Hossz (km) | Építkezés kezdete | Megnyitás  |
| ---------------------------------------------------------------------- | ------------------------------------------------------------------------- | ------------------------- | ---------- | ----------------- | ---------- |
| Csingtao–Tajjüan nagysebességű vasútvonal (Qingtai High-Speed Railway) | Három részből álló NSV kapcsolat Észak-Kínában Csingtao és Tajjüan között | 250                       | 873        | 2005-06-01        | 2012       |
| Csinan–Csingtao nagysebességű vasútvonal                               | NSV kapcsolat Csinan és Csingtao felé                                     | 250                       | 364        | 2007-01-28        | 2008-12-20 |
| Sicsiacsuang–Csinan nagysebességű vasútvonal                           | NSV kapcsolat Sicsiacsuang és Csinan felé Töcsoun keresztül               | 250                       | 319        | 2013              | 2018       |
| Sicsiacsuang–Tajjüan nagysebességű vasútvonal                          | NSV kapcsolat Sicsiacsuang és Tajjüan felé.                               | 250                       | 190        | 2005-06-11        | 2009-04-01 |